# Harpactirella
Genre
Harpactirella est un genre d'araignées mygalomorphes de la famille des Theraphosidae.

## Distribution
Les espèces de ce genre sont endémiques d'Afrique du Sud.

## Liste des espèces
Selon World Spider Catalog (version 23.5, 15/10/2022) :
- Harpactirella domicola Purcell, 1903
- Harpactirella helenae Purcell, 1903
- Harpactirella karrooica Purcell, 1902
- Harpactirella lapidaria Purcell, 1908
- Harpactirella lightfooti Purcell, 1902
- Harpactirella longipes Purcell, 1902
- Harpactirella magna Purcell, 1903
- Harpactirella overdijki Gallon, 2010
- Harpactirella schwarzi Purcell, 1904
- Harpactirella spinosa Purcell, 1908
- Harpactirella treleaveni Purcell, 1902

## Systématique et taxinomie
Ce genre a été décrit par Purcell en 1902 dans les Theraphosidae.

## Publication originale
- Purcell, 1902 : « On the South African Theraphosidae or "Baviaan" spiders, in the collection of the South African Museum. » Transactions of the South African Philosophical Society, vol. 11, p. 319-347 (texte intégral).